# Capital Group Companies
 Capital Group Companies или Capital Group — американская инвестиционная компания.
Размер активов под управлением — $2 трлн на октябрь 2019 года.

## История
Компания Capital Group была основана в 1931 году Джонатаном Беллом Лавлейсом в Лос-Анджелесе штат Калифорния.

## Деятельность
Компания предлагает инвестировать частным инвесторам во взаимные фонды через дочернюю компанию American Funds с активами под управлением $1 трлн.
Capital Group Companies оказывает доверительное управление институциональным клиентам через дочернюю компанию Capital Research and Management Company, Inc. которая управляет активами через подразделения (активы — акции компаний котируемых на биржах NYSE и NASDAQ):
- Capital World Investors с активами — $480 млрд[3]
- Capital Research Global Investors с активами — $350 млрд[4]
- Capital International Investors с активами — $80 млрд[5]
- Capital Fixed Income Investors с активами — $300 млрд
- Capital Guardian Trust Company с активами — $5 млрд[6]

В 2015 году Capital Group Companies заняла 9-е место среди 500 крупнейших инвестиционных компаний мира по размеру активов под управлением ($1,390 трлн).

## Руководство
- Филипп де Толедо — президент.
- Тимоти Армор — председатель правления и CEO.
- Роберт Лавлейс — член правления группы компаний, президент дочерней компании Capital Research and Management Company, Inc.

## Акционеры
По состоянию на 2019 год компания принадлежит 450 партнерам.

## Инвестиции

### Германия
- Bayer AG (10,018 %)[9]
- Böwe Systec AG (5,10 %)
- Continental AG (5,10 %)[10]
- Fraport AG (5,07 %)[11]
- GEA Group AG (4,985 %)[12]
- Infineon Technologies AG (4,10 %)[13]
- SAP AG (3,19 %)[14]
- Siemens AG (3,02 %)[15]
- Volkswagen AG (4,097 % Beteiligung, 5,6 % Stimmrechte)[16]
- Linde AG (ca. 10 % Beteiligung)[17]

### Швейцария
- Geberit AG (5,0518 %)[18]

### Австрия
- Telekom Austria Group (10,01 %)[19]

### Китай
- BYD Co LTD.(9,92 %)

### Россия
- Московская биржа (0,064 %)[20]
- Rambler (3,29 %)

## Дочерние компании
- American Funds Distributors, Inc.
- American Funds Service Company
- American Funds (Калифорния)
- Capital Bank & Trust Company, FSB (Калифорния)
- Capital Group Corporate International
- Capital Group International, Inc.
- Capital Group Research, Inc.
- Capital Guardian (Canada) Inc. (Канада)
- Capital Guardian Trust Company (Калифорния)
- Capital International Asset Management (Canada), Inc. (Канада)
- Capital International Financial Services, Inc.
- Capital International Funds Company
- Capital International Funds Group
- Capital International, Inc. (Великобритания)
- Capital International K.K. (Япония)
- Capital International Limited (Великобритания)
- Capital International Management Services S.A. (Франция)
- Capital International S.á r.l. (Швейцария)
- Capital Investment Research Services Private Limited
- Capital Management Services, Inc.
- Capital Research Company
- Capital Research & Management Company, Inc. (Калифорния)
- Capital Strategy Research, Inc.
- Capital World Investors (Калифорния)
- Capital Research Global Investors (Калифорния)
- Capital International Investors (Калифорния)